# 宾夕法尼亚大学出版社
宾夕法尼亚大学出版社（英語：University of Pennsylvania Press），是一家美国的大学出版社，隶属于宾夕法尼亚州费城的宾夕法尼亚大学。 
出版社最初于1890年3月26日在宾夕法尼亚州注册成立。十九世纪末期，宾夕法尼亚大学出版社的印记首次出现在出版物上，这是美国最早的印记之一。1899年，出版社的第一本书籍出版物是一个里程碑：《费城黑人：一项社会研究》 ，由著名的黑人改革家、学者和社会评论家W·E·B·杜波依斯所著，这本书至今仍然在出版社的書目。 
今天，出版社有一个积极的后备名单，大约有2,000种书籍，每年有120本以上的新书經由一个有重点的编辑方案出版。特别感兴趣的领域包括美国历史和文化；古代、中世纪和文艺复兴的研究；人类学；景观建筑；工作室艺术；人权；犹太研究和政治科学。出版社还出版了16份同行评议的学术期刊，大部分发表在人文学科和《异议》杂志上。
宾夕法尼亚大学出版社公司是一家非盈利的宾夕法尼亚州公司，完全由宾夕法尼亚大学所有，根据美国《国内税收法》第501(c)(3)条，保持自己的非营利性税务地位。
目前，出版社地处宾夕法尼亚州费城云杉街3905号。这座建筑是由威尔逊兄弟公司建筑公司于1876年建造的前波茨大厦。 这所房子以前既是费城国际之家的总部，也是 WXPN 的总部。